# Agostino Gallo
Agostino Gallo ( Palermo, 7 de febrero de 1790 - Palermo, 16 de mayo de 1872 ) fue un historiador, crítico de arte y escritor italiano. Autor del diccionario de artistas sicilianos, dividido en varios volúmenes ( arquitectos, grabadores, pintores (dos partes), escultores  y manuscritos ). A través de sus manuscritos conocemos las biografías de cientos de artistas como Francesco Ognibene, Francesco Zerilli, Vincenzo Riolo, Pietro Novelli, Giuseppe Patania, Giuseppe Velasco, Giuseppe Venanzio Marvuglia o Valério Villareale.

## Biografía
Nació en Palermo en 1790, hijo del coleccionista Salvatore Gallo, su familia era originaria de Génova. Después de una formación heterogénea, tuvo un período de servicio público en Nápoles, para regresar a Palermo, donde se dedicó a promover las artes y a recopilar documentos históricos de la isla de Sicilia. Fue un ferviente defensor de la cultura siciliana, promoviendo la fundación de un Panteón de sicilianos ilustres y contribuyendo a la publicación de obras históricas y literarias. En 1839 introdujo en Sicilia escuelas primarias municipales, según el nuevo sistema lancasteriano.
Agostino también fue coleccionista; se han encontrado 152 retratos de sicilianos ilustres que se conservan en la biblioteca municipal, mientras que 105 pinturas antiguas de su colección se conservan en el museo regional de Palermo.

## Obras
A continuación se presentan algunos de sus escritos:
| - Poesie liriche (1816) - Canto lirico per le nozze di Statella (1818) - Elogio storico di Antonello Gagini scultore e architetto (1821) - Elogio storico di Pietro Novelli pittore, architetto ed incisore (1821) - Dipinture scelte del Morrealese (1821) - Vita del cav. Vincenzo Riolo insigne pittore (1821) - Ode in morte di Antonino Pisani letterato e filarmonico (1822) - Dialogo dei morti (1822) - Poesie (1822) - Necrologia di Arcangelo Spedalieri da Bronte insigne professore di medicina (1823) - In morte di Michelangelo Monti insigne poeta e oratore (1823) - De' tremuoti avvenuti in Sicilia in febraro e marzo 1823 (1823) - Regolamento e riforme dell'Accademia di scienze lettere ed arti in Palermo (1823) - Poesie siciliane dell'abate Giovanni Meli (1826) - Canto funebre in morte di Giuseppe Piazzi famoso astronomo (1827) - Regolamenti della Biblioteca pubblica del comune di Palermo (1830) - Prose (1832) - Vita di Gaetano Fuxa letterato e traduttore (1832) - Necrologia di Girolamo Bagnasco (1832) - Necrologia di Michele Laudicina (1832) - Su Nina Siciliana, prima poetessa in volgare siculo (1832) - Sul marchese Giacinto Giuseppe Haus insigne letterato (1833) | - Canzone per Vincenzo Bellini (1833) - Vita e opere di Antonino Gentile architetto (1835) - Necrologia del marchese Gargallo insigne poeta (1835) - Dizionario siciliano (1837) - Saggio sui pittori Siciliani vissuti dal 1800 al 1842 (1842) - Poesie di Angelo di Costanzo (1843) - Cenni su Giambattista Niccolini (1843) - Vita di Giuseppe Velasquez egregio dipintore (1845) - Opere letterarie e scientifiche di Domenico Scinà (1847) - Biografia di Giuseppe Lanza principe di Trabia (1855) - Sui bagni pubblici in Sicilia stabiliti negli antichi tempi (1855) - Notizie sulla famiglia Gallo (1855) - Biografia di Giovanni Meli celebre poeta (1857) - La notte di Salomone Gessner (1861) - Vita di Cebete filosofo greco (1861) - Vita di Angelo Marini celebre scultore e architetto (1862) - Biografia di Domenico Lo Faso celebre archeologo e architetto (1863) - Lettere e giudizi di uomini illustri del XIX secolo (1865) - Sugli scrittori moderni di Storie di Sicilia (1867) - Sopra un famoso quadro di Raffaello Sanzio (1871) - Biografia di Agostino Gallo (1872) - Le belle arti in Sicilia (obra no acabada) - Storia delle arti in Sicilia dall'epoca greca al secolo XIX ( publicada póstumamente en 1875 ) |